# حوسبة ممركزة
الحوسبة الممركزة هي إجراء الحوسبة في موضع مركزي واستعمال شبكة من الحواسيب مرتبطة بالحاسوب المركزي.
حاسبات مركزية وهي حاسبات كبيرة الحجم ذات إمكانيات عالية المستوى من حيث سعة التخزين وسرعة المعالجة وعدد المشاركين في استخدام تلك الإمكانيات عن طريق الوحدات الطرفية، ومن أهم ما يميز هذه الحاسبات إمكانياتها الهائلة في حماية سرية البيانات .